# Heinrich IX. (Plauen)
Heinrich IX. (* um 1373; † um 1413) war Herr zu Plauen und Königswart.

## Leben
Heinrich stammte aus der Familie der Vögte und Herren von Plauen aus dem Hause Reuss.
1387 belehnte ihn König Wenzel nach vollendeter Volljährigkeit mit der Herrschaft Plauen im Vogtland. In diesem Jahr kaufte er auch die Herrschaft Königswart mit der Burg Borschengrün in Böhmen von den Landgrafen Johann und Albrecht von Leuchtenberg, verlehnte diese aber offensichtlich bald darauf weiter an seinen Schwiegervater Boresch von Riesenburg, der schon zuvor im Besitz von Borschengrün gewesen war.
1393 überließ er Markgraf Wilhelm von Meißen die Stadt Pausa leihweise, 1402 noch einmal, dazu auch Auerbach und Gefell. In dieser Zeit fiel die Herrschaft Königswart an ihn zurück.
Sein Todesjahr ist unbekannt.

## Ehen und Nachkommen
Heinrich war verheiratet mit
- Anna von Riesenburg, Tochter von Boresch V. von Riesenburg. Kinder
  - Anna, Äbtissin in Quedlinburg

- Irmgard von Orlamünde, Kinder
  - Heinrich I. (X.) von Plauen, Burggraf von Meißen und königlicher Hofrichter